# Dawda Jawara
Sir Dawda Kairaba Jawara (16. května 1924 – 27. srpna 2019) byl prvním premiérem a prvním prezidentem nezávislé Gambie.

## Život
Jawara, který víc než 20 let stál v čele Gambie, se narodil obchodníkovi z kmene Mande ve vesnici Barajally na gambijském MacCarthově ostrově. Navštěvoval metodistickou chlapeckou školu (později konvertoval k islámu) a poté vystudoval ve Skotsku veterinární medicínu.
Jawarova People’s Progresive Party (PPP – Lidová pokroková strana), politická strana orientovaná na zemědělské obyvatelstvo dominovala gambijské politické scéně již od zavedení univerzálního volebního práva v roce 1960. Jawara se stal nejprve ministrem školství a následně, 12. června 1962, premiérem a přivedl tak Gambii k nezávislosti v rámci Commonwealthu v roce 1965. O pět let později, když země přešla k republikánskému zřízení, se stal prvním prezidentem.
V červenci 1981, kdy byl Jawara v Británii na svatbě prince Charlese, došlo k násilnému pokusu o státní převrat. Jawara, pod jehož vedením do té doby Gambie neměla vlastní armádu, požádal o vojenskou pomoc sousední Senegal. Po týdenních bojích byli povstalci poraženi; krvavý střet si vyžádal přes 1000 obětí. Pod vlivem těchto událostí vznikla o několik měsíců později Senegambijská konfederace, která však byla vzhledem k nerovnému postavení velkého Senegalu a malé Gambie rozpuštěna v roce 1989. Ze společné armády se vyčlenila i Gambijská národní armáda.
Jawara a PPP dále dominovali politickému životu a výrazně vyhrávali veškeré volby. Začátkem 90. let začala narůstat nespokojenost s Jawarovým režimem, který byl obviňován z korupce a finančních machinací. Přes tento vývoj byl nekrvavý vojenský převrat 22. července 1994 vedený Yahya Jammehem překvapením. Jawarovy snahy o zahraniční intervenci byly neúspěšné a nezbylo mu než odejít do exilu do Velké Británie. V roce 1996 byl v Gambii Jawara in absetia obviněn z defraudace a posléze mu byl zabaven veškerý majetek v zemi. Koncem roku 2001 byl Jammehem amnestován a v červnu 2002 se vrátil do rodné Gambie, setkal se s prezidentem, rezignoval na své, byť již jen formální, předsednictví PPP a rozhodl se odejít z politického života.

## Vyznamenání
- velkokříž s řetězem Řádu prince Jindřicha – Portugalsko, 4. října 1993[1]
- velkokříž Národního řádu Mali – Mali
- komtur Řádu zlaté archy – Nizozemsko
- čestný rytíř velkokříže Řádu svatého Michala a svatého Jiří – Spojené království